# Campionat d'Espanya de motocròs 1991
La temporada de 1991 del Campionat d'Espanya de motocròs fou la 33a edició d'aquest campionat, organitzat per la Reial Federació Motociclista Espanyola.

## Classificació final

### 125cc
| Posició | Pilot               | Motocicleta | Punts |
| ------- | ------------------- | ----------- | ----- |
| 1       | Moisés Bernárdez    | Yamaha      | ?     |
| 2       | José María González | ?           | ?     |
| 3       | Bernard Rendueles   | ?           | ?     |
| 4       | ?                   | ?           | ?     |
| 5       | ?                   | ?           | ?     |
| 6       | ?                   | ?           | ?     |
| 7       | ?                   | ?           | ?     |
| 8       | ?                   | ?           | ?     |
| 9       | ?                   | ?           | ?     |
| 10      | ?                   | ?           | ?     |

### 250cc
| Posició | Pilot               | Motocicleta | Punts |
| ------- | ------------------- | ----------- | ----- |
| 1       | Luis López          | Honda       | ?     |
| 2       | Pablo Colomina      | ?           | ?     |
| 3       | José María González | ?           | ?     |
| 4       | ?                   | ?           | ?     |
| 5       | ?                   | ?           | ?     |
| 6       | ?                   | ?           | ?     |
| 7       | ?                   | ?           | ?     |
| 8       | ?                   | ?           | ?     |
| 9       | ?                   | ?           | ?     |
| 10      | ?                   | ?           | ?     |

## Categories inferiors
Font:
| Campionat             | Guanyador       | Motocicleta |
| --------------------- | --------------- | ----------- |
| Júnior 250cc          | Alejandro Pérez | KTM         |
| Juvenil-B 80cc        | Manuel Embid    | Kawasaki    |
| Juvenil-A 80cc        | Aarón Bernárdez | Yamaha      |
| Trofeu Alevins-B 60cc | Antonio Paricio | Kawasaki    |